# Couvent des Célestins de Metz
Le couvent des Célestins de Metz était un ancien couvent de l'ordre des Célestins aujourd'hui disparu. Fondé en 1370 par Bertrand II le Hungre, bourgeois de la ville, à Metz, en France, il fut incorporé à l'ordre des Célestins en 1381. 

## Situation
Le couvent des Célestins de Metz a été construit à proximité du Champ-à-Seille, à proximité du bras de cette rivière qui est devenu la rue Haute-Seille. Il occupait une partie du pâté de maisons aujourd'hui situé entre les actuelles rues de la Gendarmerie, d'Asfeld, Haute-Seille et du Cambout.

## Histoire

### Fondation et vie du convent
Le couvent est fondé en 1370 par Bertrand II Le Hungre, après qu'une tentative d'enlèvement l'a dissuadé de se rendre chaque matin à la chapelle accoutumée : il en fait alors construire une autre à proximité immédiate du cimetière près du Champ-à-Seille, puis cherche un ordre religieux pour la desservir. Après des tentatives infructueuses auprès des ordres mendiants ainsi que des Antonins de Pont-à-Mousson, il remet la chapelle à l'ordre des Célestins, moines ermites bénédictins, le 11 janvier 1370 (1371 nouveau style). 
La chapelle est subséquemment agrandie plusieurs fois, en 1372 puis 1375, jusqu'à comporter six travées ; en parallèle, une maison adjacente est acquise où sont construites les parties conventuelles. En 1381, la maison religieuse est officiellement agrégée à l'ordre des Célestins et peut accueillir jusqu'à cinq frères dont trois clercs, puis en 1402 elle prend rang de couvent et n'est plus limitée dans le nombre de religieux. Les travaux continuent jusqu'en 1388.  
En 1404, les moines acquièrent une autre maison adjacente, la font démolir et reconstruisent un grand choeur ainsi que deux collatéraux de part et d'autre de la nef de leur église. Les travaux sont achevés en 1437 par la construction du portail donnant sur la rue.   
Tout au long du XVe siècle, l'établissement religieux est prospère, au point de compter vingt frères au début du XVIe siècle. Cette période d'apogée est suivie, à partir de 1552, de difficultés croissantes, au point qu'il n'y a plus, en 1762, que cinq religieux.   

### La destruction du couvent
L'ordre religieux étant supprimé en 1774, la communauté est dissoute en 1775, et les bâtiments accueillent l'Hôpital militaire dans les années qui suivent. L'église elle-même est déjà transformée en magasin lorsqu'a lieu la Révolution française. En 1811, les bâtiments sont affectés à l'arsenal du génie, qui détruit rapidement le cloître ainsi qu'une chapelle et transforme l'église abbatiale en forge. 

## Architecture
Le chœur de l'église, reconstruit en 1404, était couvert de voûtes retombant sur des faisceaux de colonnettes qui montaient directement, sans chapiteaux, du sol jusqu'à la nervure des voûtes ; à mi-hauteur, un cordon portait la base des fenêtres. 
La nef était plus basse et composée de trois vaisseaux de hauteur égale, sur une longueur de trois travées. Le vaisseau central, le plus ancien, datait probablement de 1376, le collatéral gauche de 1389 et celui de droit de 1409, avec probablement une reconstruction postérieure en 1649. Les voûtes retombaient, sans chapiteau, sur quatre piliers carrés ainsi que sur des pilastres le long des murs ; elles étaient ornées de clés sculptées, dont quatre sont conservées au musée de la Cour d'Or. Dans le collatéral gauche seul on trouve des colonnes portant des chapiteaux à feuillage qui supportaient les voûtes. 
La salle du chapitre était voûtée autour d'un pilier central ; le mur du fond était orné de deux peintures murales représentant le Calvaire et la Résurrection. 

### Personnalités inhumées
Diverses personnalités messines sont inhumées dans l'église des Célestins de Metz : 
- Béatrix, épouse de Jean de Vy, petite-fille du fondateur, décédée en 1390 ;
- Jean de Gournay, chevalier, décédé en 1397 ;
- Bertrand II Le Hungre, fondateur, également décédé en 1397 ;
- Jean Piedeschault ;
- diverses personnalités des grandes familles messines : Gournay, Dex, Baudoche, de Vy...[9]

## Bibliothèque
Le couvent des Célestins de Metz disposait d'une bibliothèque tout à fait honorable d'environ deux cents volumes. 
Lors de la suppression de l'institution en 1774, une part de cette bibliothèque passe en la possession de l'abbaye Saint-Clément de Metz, puis, lors de la Révolution française, devient la propriété de l'Etat. Les ouvrages en question, environ 36 manuscrits, sont alors confiés aux Bibliothèques-Médiathèques de Metz. S'y ajoutent 11 autres manuscrits conservés dans cette collection et qui y sont parvenus par d'autres voies pas nécessairement connues, soit 47 manuscrits conservés par cette institution.  

D'autres manuscrits, dispersés en 1774, sont aujourd'hui conservés dans des lieux divers : Verdun, Paris, Rome et surtout Berne.  

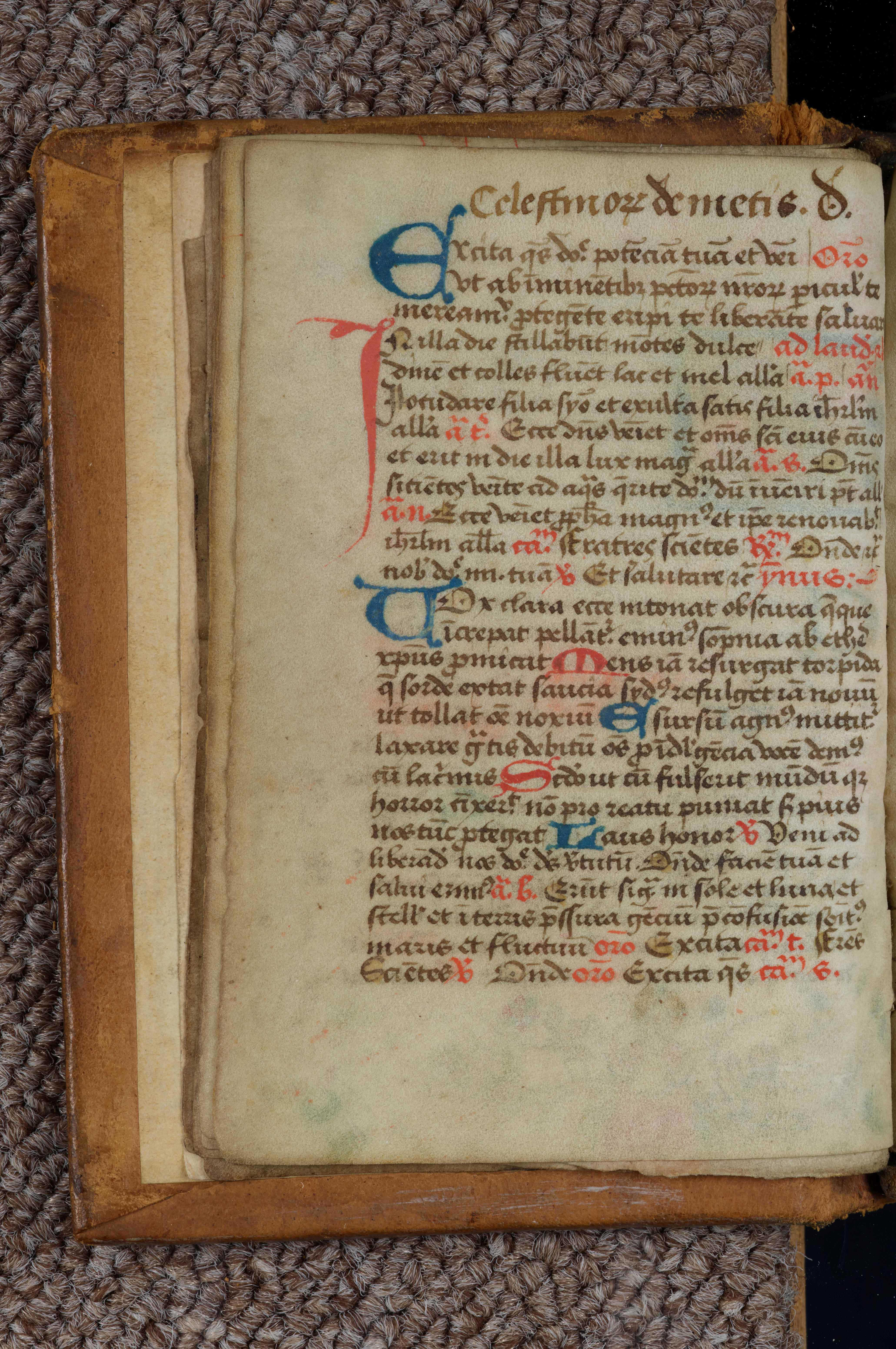
Diurnal à l'usage des Célestins de Metz.
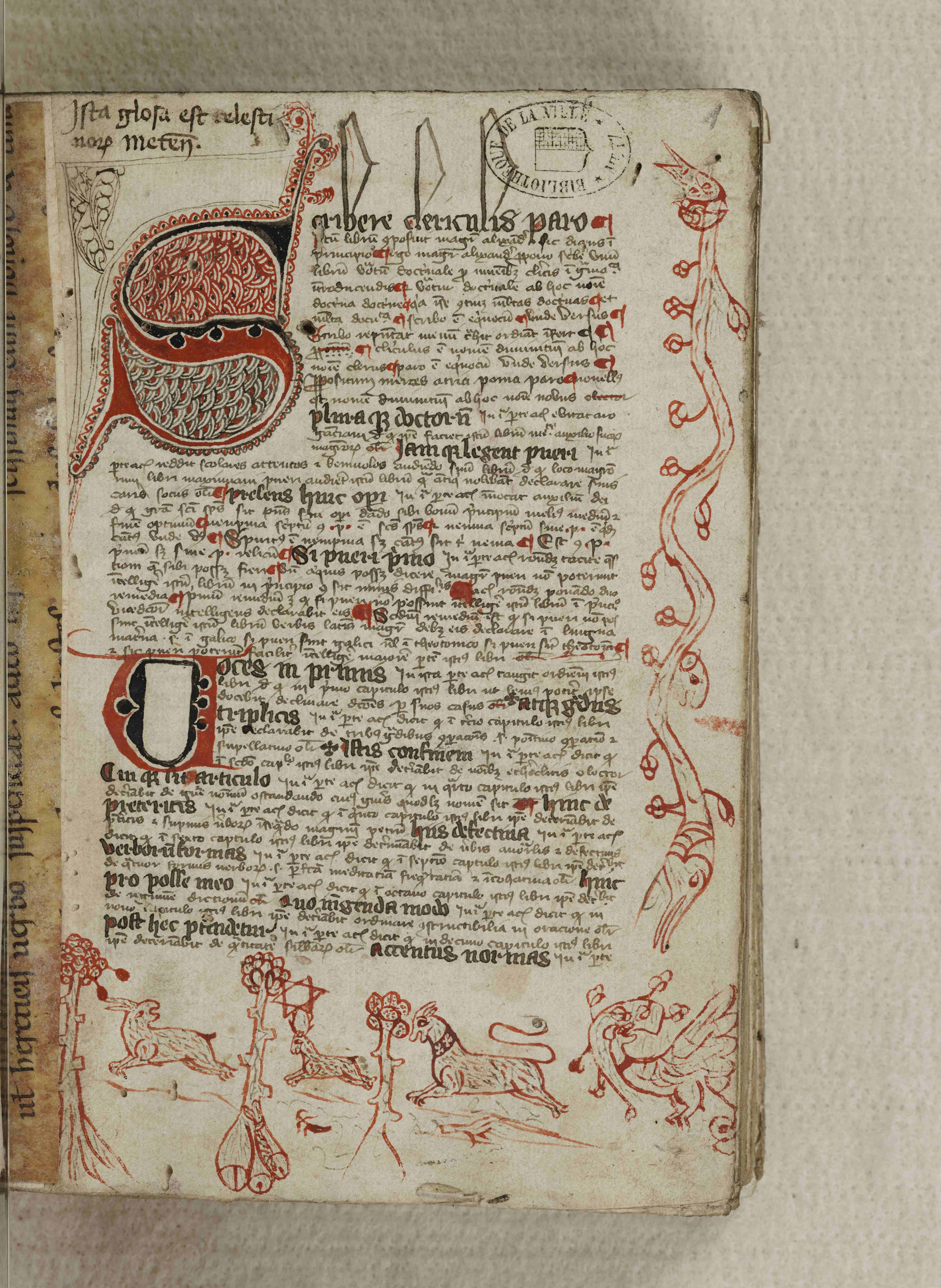
Doctrinal d'Alexandre de Villedieu.
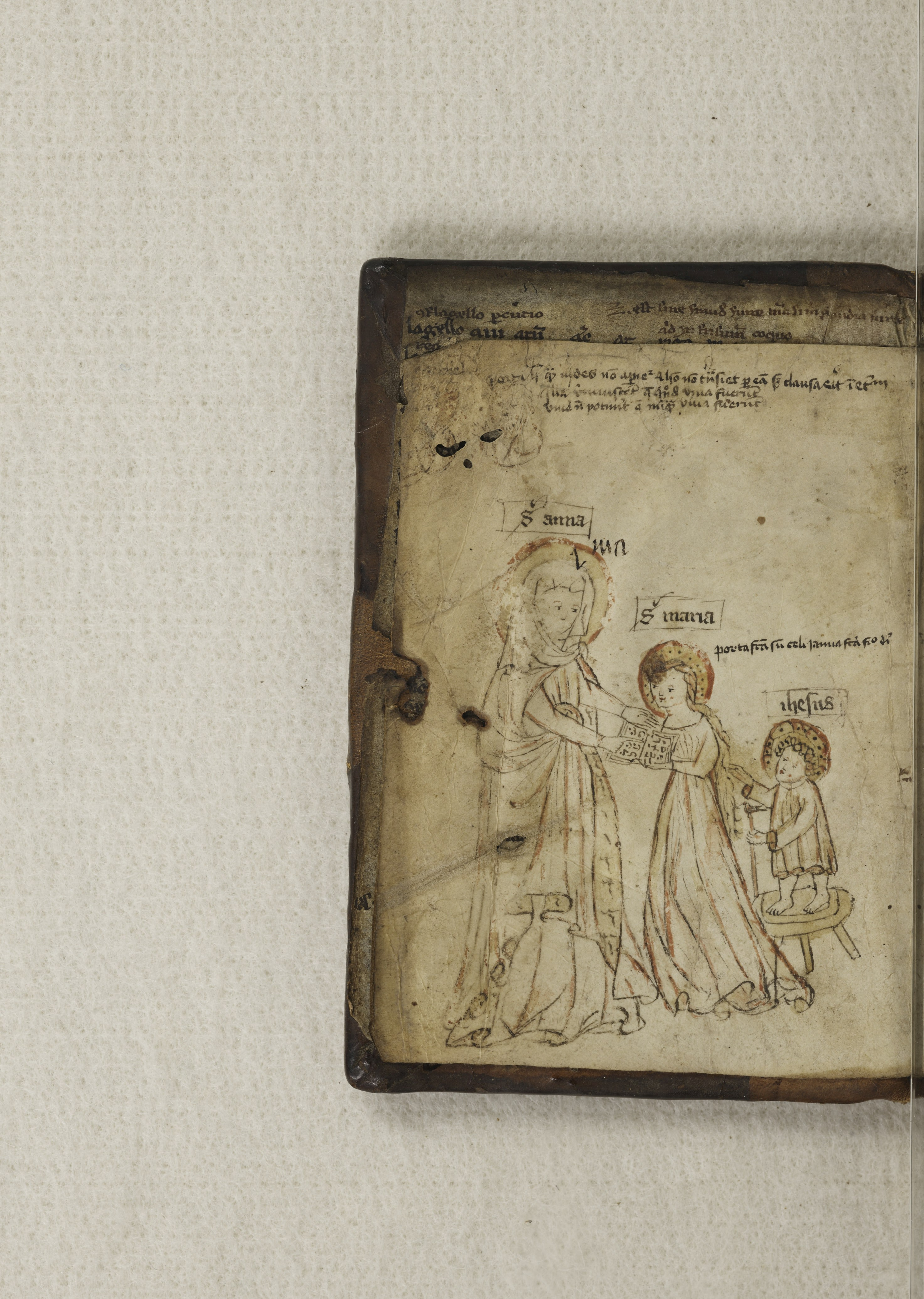
Recueil d'exempla.
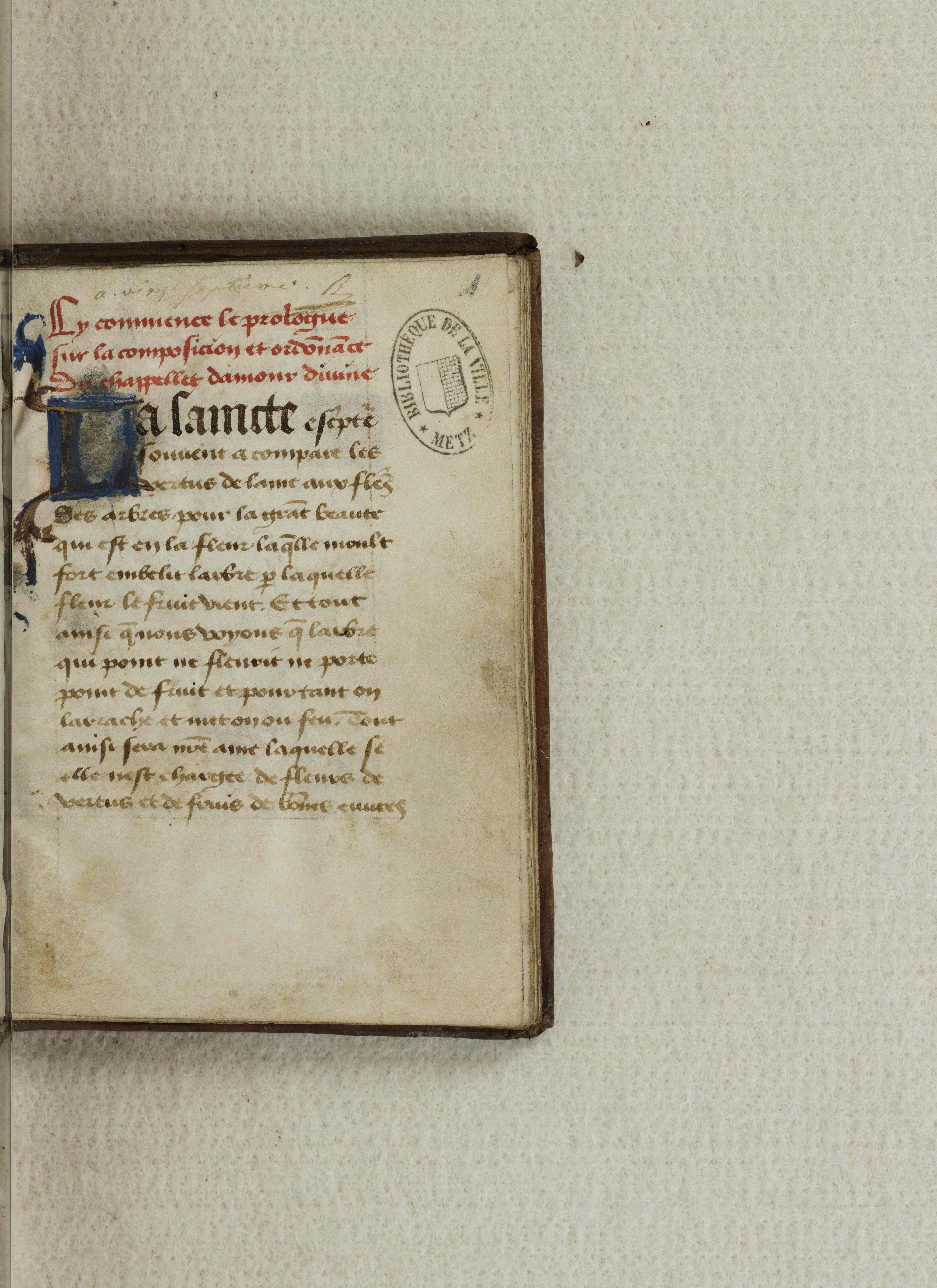
Chapelet d'amour divine.